# Liste von Märtyrern der Diokletianischen Christenverfolgung
Die diokletianische Christenverfolgung war die letzte und schwerste der Christenverfolgungen im Römischen Reich. 303 erließen die römischen Kaiser Diokletian, Maximian, Galerius und Constantius eine Reihe von Edikten, mit denen sie die Rechte der Christen widerriefen und von ihnen verlangten, den römischen Göttern zu opfern.

Karte des Römischen Reichs zur Zeit der ersten römischen Tetrarchie, ab 293 n. Chr

Die kaiserlichen Anweisungen zur Verfolgung sind nur bei Eusebius von Caesarea überliefert, wobei umstritten ist, ob es sich um ein einziges Edikt handelte oder um vier aufeinander folgende. Einige Maßnahmen Diokletians zielten auf den Klerus und verlangten, dass alle Einwohner (Römisches Bürgerrecht) den Göttern opfern müssten. Die Verfolgung war unterschiedlich ausgeprägt, am schwächsten wohl in Gallien und in Britannien und am stärksten in den östlichen Provinzen. Die Edikte wurden von verschiedenen Kaisern zu unterschiedlichen Zeiten aufgehoben, doch üblicherweise gilt der Edikt von Mailand (313 n. Chr.) als das Ende der Verfolgungen.

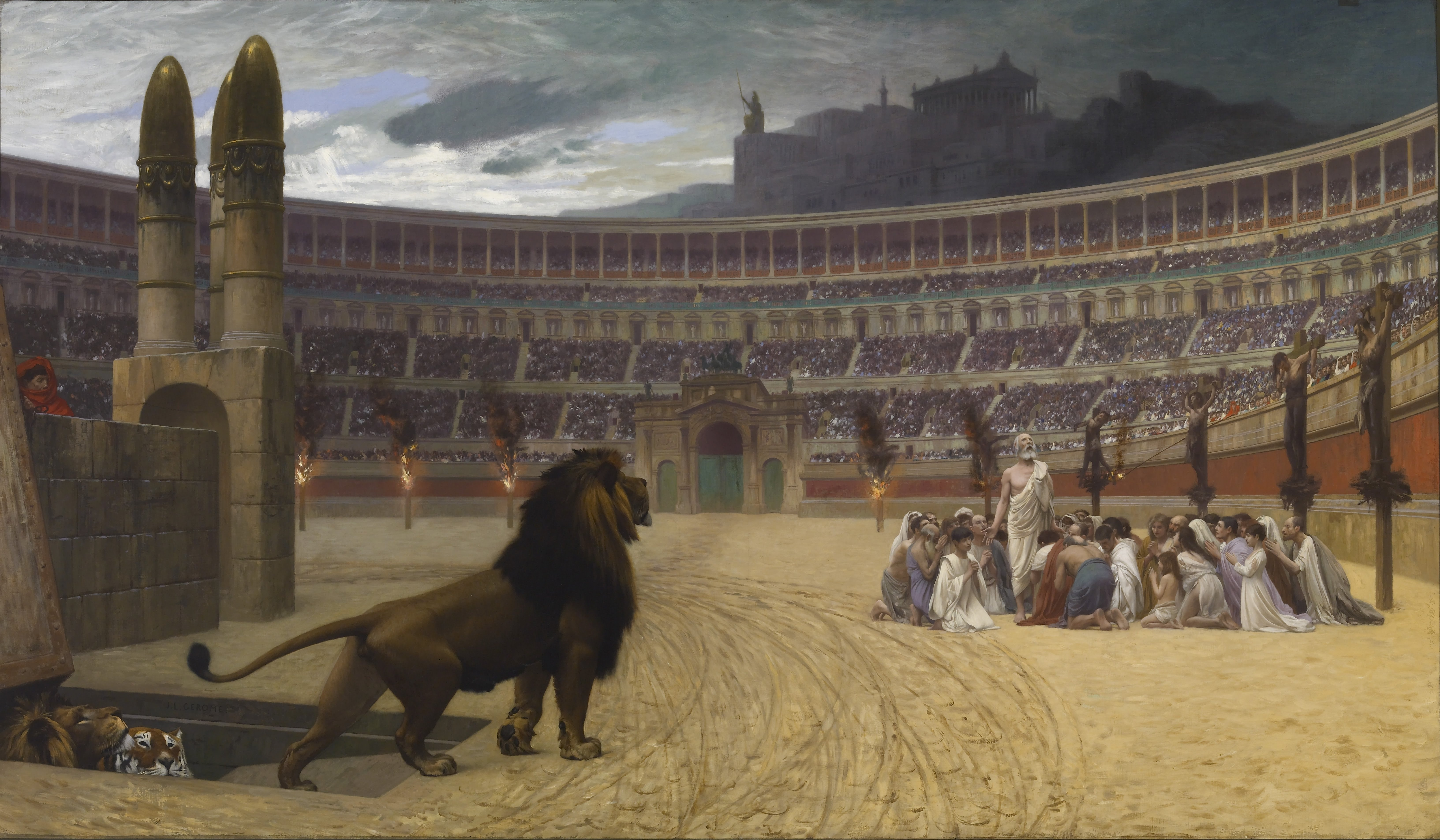
Das letzte Gebet der christlichen Märtyrer, von Jean-Léon Gérôme (1883)

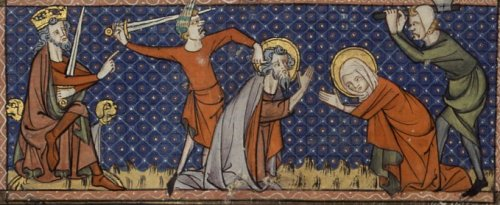
Martyrium der hll. Chrysanthus und Daria (frz. Handschrift, 14. Jh.)

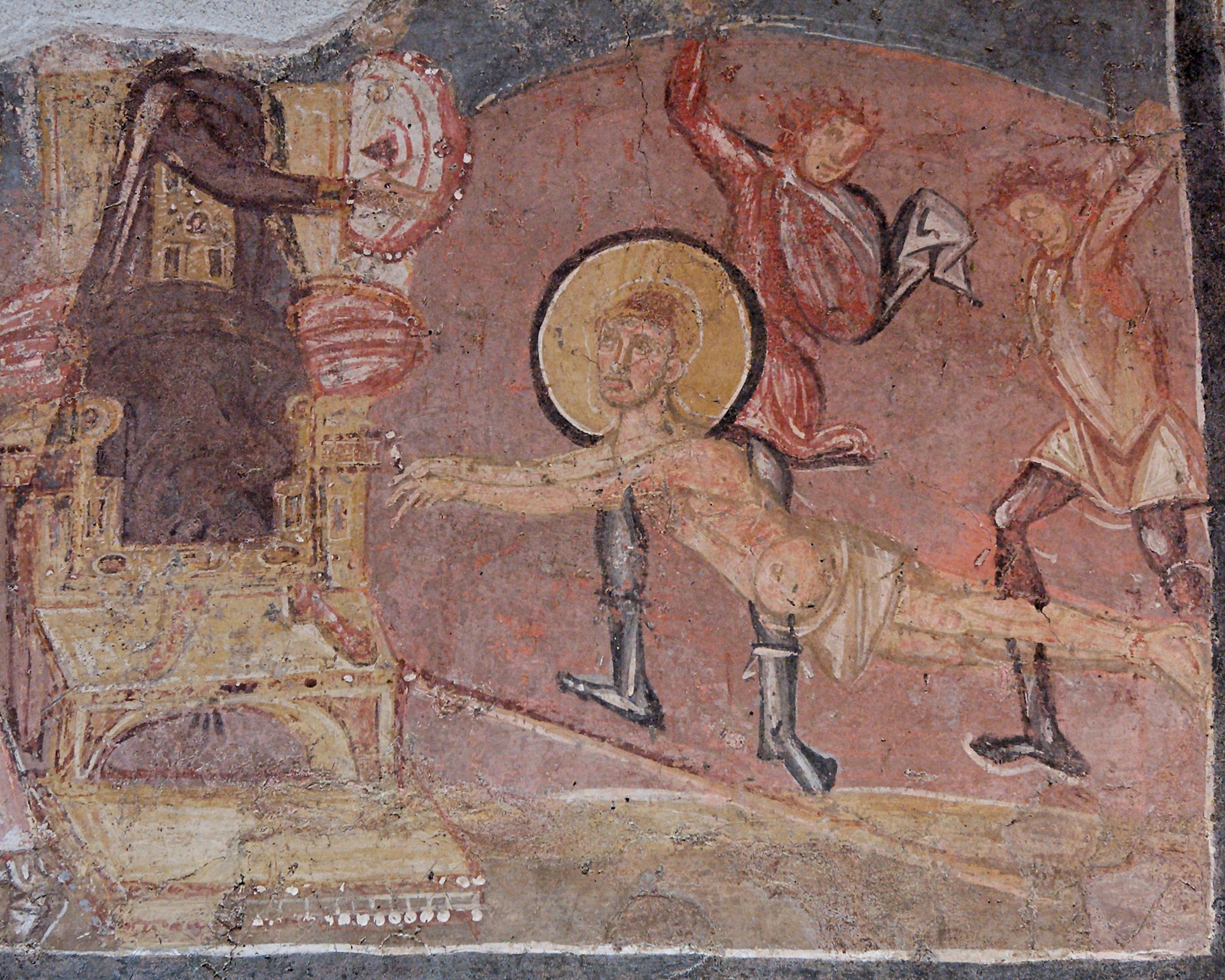
Auspeitschung des hl. Erasmus (Fresko jetzt im Museo Nazionale Romano)

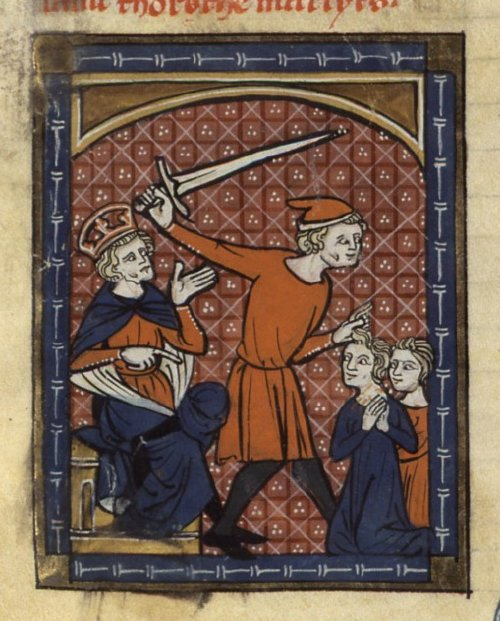
Martyrium der hll. Gorgonius und Dorothea (frz. Handschrift, 14. Jh.)

Die folgenden heiligen Märtyrer wurden während der Regentschaft Kaiser Diokletians ermordet (mit Datum und Ort ihres Martyriums):
- Nicasius, Quirinus, Scubiculus und Pientia (11. Oktober 285, Gallien)
- Castulus (26. März 286, Rom) und seine Frau, Irene von Rom († um 288)
- Mark und Marcellian (18. Juni 286, Rom)
- Tiburtius von Rom und Susanna von Concordia (11. August 286, Rom)
- Sebastian (20. Januar 288, Rom)
- Viktor von Marseille (21. Juli 290, Rom)
- Cajus (Bischof von Rom) (22. April 296, Rom)
- Marcellus von Tanger (29. Oktober 298, Tanger)
- Cassian von Tanger (3. Dezember 298, Tanger)
- Gabinus (30. Mai 300, Porto Torres)
- Sabinus von Assisi (7. Dezember 300, Spoleto)
- Antonius von Antiochia, Celsus und Marcionilla (9. Januar 302)
- Eulalia von Barcelona (12. Februar 303, Barcelona)
- Quirinus von Tegernsee (25. März 303)
- Cessianus (303)
- Engratia von Saragossa (16. April 303, Saragossa)
- Georg (Heiliger) (23. April 303, Nikomedia)
- Agia Polychronia (23. April 303, Nikomedia)
- Victor von Mailand (8. Mai 303, Mailand)
- Agathius (8. Mai 303, Byzantium)
- Erasmus von Antiochia (2. Juni 303, Rom)
- Vitus (15. Juni 303, Lukanien)
- Cyriacus (8. August 303, Rom)
- Alexander von Bergamo (26. August 303, Rom)
- Sophia von Rom (304)
- Irenaeus von Sirmium (304, Sirmium)
- Heilige vier Gekrönte Claudius, Nicostratos, Castorius, Sempronianus und Simplicius. (304, Sirmium)
- Anastasius von Antiochia, Julian und Basilissa (9. Januar 304, Antiochia)
- Agnes von Rom (21. Januar 304, Rom)
- Vinzenz von Valencia (22. Januar 304, Valencia)
- Märtyrer der heiligen Bücher, darunter Victoria von Abitina (ab 12. Februar 304, Abitina)
- Gorgonius von Rom (12. März 304, Nicomidia)
- Agape, Chione und Irene (3. April 304, Macedonia (Provinz))
- Domnius von Salona/Solin (10. April 304, Salona)
- Florian von Lorch (4. Mai 304, Lauriacum)
- Margareta von Antiochia (20. Juli 304)
- Proculus von Pozzuoli und Januarius (18. Oktober 304, Solfatara)
- Fidelis von Como (28. Oktober 304, Nordufer des Comer Sees)
- Acisclus (17. November 304, Córdoba)
- Leocadia (~ 9. Dezember 304, Toledo)
- Eulalia von Mérida (10. Dezember 304, Emerita Augusta)
- Vincent, Orontius und Victor (22. Januar 305, Puigcerdà)
- Aphian (2. April 305, Caesarea Maritima)
- Quiricus und Julitta (15. Juli 305, Tarsus)
- Katharina von Alexandrien (25. November 305, Alexandria)
- Phileas von Thmuis (4. Februar 306, Alexandria)
- Agapius und Gefährten (20. November 306, Caesarea Maritima)
- Pamphilus von Caesarea (16. Februar 309, Caesarea Maritima)
- Quirinus von Siscia (4. Juni 309, Sabaria)
- Petros I. (25. November 311, Alexandria)
- Chrysogonus (24. November, Jahr unbekannt, Aquileia)
- Achatius von Byzanz (27. November Jahr unbek., Sebaste)
- Anastasia von Sirmium (22. Dezember um 304, Sirmium)
- Serenus von Sirmium (Sirmium)
- Leontius von Perga
- Attius von Perga
- Alexander von Perga
- Apodemus von Saragossa
- Maura und Britta von Tours
- Philomena von Rom